# Makkai János (újságíró, 1941–2020)
Makkai János (Marosvásárhely, 1941. május 19. – 2020. február 12.) magyar újságíró, közíró, szerkesztő.

## Életpályája
Középiskolát szülővárosában végzett (1962), majd a Vörös Zászló napilap munkatársa, s e napilap Jövendő című ifjúsági oldalának szerkesztője, s közben egyetemi tanulmányokat folytatott Bukarestben. 1989. december 23-tól az ugyancsak Marosvásárhelyen megjelenő Népújság szerkesztője, 1990 márciusától főszerkesztője. Írásai jelentek meg a Művelődés, Új Élet, majd a Romániai Magyar Szó hasábjain; saját napilapjában rendszeresen közli Későesti tűnődések című rovatának politikai jegyzeteit.

## Díjai
Szakmai munkássága elismeréseként 1991-ben megkapta a Látó folyóirat Nívódíját (az ezzel járó pénzjutalmat a marosvásárhelyi Bernády szobor létrehozására ajánlotta fel).  2009-ben a Szabad sajtó Alapítvány Aranytollal (MUOSZ), majd 2010-ben a köztársasági elnök a Magyar Érdemrend lovagkeresztjével tüntette ki.